# 貝特魯卡
貝特魯卡是馬達加斯加的城市，由阿諾西區負責管轄，位於該國南部，是烏尼拉希河的發源地，面積112平方公里，海拔高度800米，人口12,443。
23°16′6″S 46°06′16″E / 23.26833°S 46.10444°E